# Muri bei Bern
Muri bei Bern, Muri-Gümligen – gmina (niem. Einwohnergemeinde) w Szwajcarii, w kantonie Berno, w regionie administracyjnym Bern-Mittelland, w okręgu Bern-Mittelland. 31 grudnia 2020 liczyła 13 182 mieszkańców.

## Transport
Przez teren gminy przebiega autostrada A6 oraz drogi główne nr 6 i nr 10.